# قيطم مولري
قيطم مولري (الاسم العلمي: Xenopus muelleri ) (بالإنجليزية: Muller's clawed frog)‏ هو نوع من البرمائيات يتبع جنس القيطم من فصيلة الضفادع عديمة اللسان.